# Jesse V. Johnson
Jesse V. Johnson (29 de novembro de 1971; Winchester, England) é um diretor de cinema, roteirista e coordenador de dublês.
Johnson fez principalmente filmes de ação. Estes incluem o thriller de vingança de 2009 The Butcher e o drama criminal Charlie Valentine.
Antes de se tornar cineasta, ele trabalhou como dublê e depois como coordenador de dublês. Seus créditos de dublê incluem:M:i:III, Charlie's Angels, Mars Attacks!, Planet of the Apes, Starship Troopers, War of the Worlds, Total Recall, The Thin Red Line and Terminator 3: Rise of the Machines. Ele trabalhou como coordenador de dublês em Beowulf.

## Filmes como diretor
- Death Row the Tournament (1998)
- The Doorman (1999)
- The Honorable (2002)
- Pit Fighter (2005)
- The Last Sentinel (2007)
- Alien Agent (2007)
- The Fifth Commandment (2008)
- Charlie Valentine (2009)
- Green Street Hooligans 2 (2009)
- The Butcher (2009)
- The Package (2013)
- Savage Dog (2017)
- Accident Man (2018)
- The Debt Collector (2018) (Netflix release)
- Triple Threat (2019)
- Avengement (2019)
- The Mercenary (2019)
- The Debt Collector 2 (2020)

## Ligações Externas
- Jesse V. Johnson. no IMDb.